# Peliala pacificalis
Peliala pacificalis är en fjärilsart som beskrevs av Walker 1859. Peliala pacificalis ingår i släktet Peliala och familjen nattflyn. Inga underarter finns listade i Catalogue of Life.